# Ahlu Sunna Waljama'a

Ahlu Sunna Waljama'a (ASWJ) (somali:  Ahlu Suna Waljamaaca)  é um grupo paramilitar baseado na Somália constituído por sufistas moderados que se opõem aos grupos islamitas radicais como o Al-Shabaab. Lutam para impedir que a sharia estrita e o Wahabismo sejam impostos e defendem as tradições sunitas sufistas locais e geralmente possuem pontos de vista religiosos moderados.  Durante a guerra civil, a organização trabalhou em cooperação com o senhor da guerra Mohamed Farrah Aidid. O grupo também recebeu apoio do governo etíope e foi considerado por alguns como uma ferramenta de projeção de poder e influência política para a Etiópia na Somália.

## Histórico e origens
A Ahlu Sunna Waljama'a (ASWJ) foi formada em 1991 em oposição a grupos islamistas salafistas como Al Ittihad Al Islamiya, sob a orientação do general Mohamed Farah Aidid. Ele via a organização como uma importante força contrária às facções islâmicas mais radicais. Durante a guerra civil, a organização trabalhou em cooperação com a facção de Aidid, a Aliança Nacional Somali.
Originalmente, a ASWJ se concentrava em assuntos religiosos comunitários e não era principalmente uma organização militante antes de 2008. Em 2008, a ASWJ ganhou destaque como a principal força de resistência à organização al-Shabaab, que estava conduzindo muitos ataques anti-sufismo e destruindo tumbas sagradas sufis. Em resposta a esses ataques, a ASWJ organizou-se pela primeira vez como uma força militante coesa, retirando os seus combatentes das milícias clânicas. Em março de 2009, depois que o al-Shabaab matou vários clérigos sufistas, a ASWJ declarou a jihad contra ele. A ASWJ e o al-Shabaab lutaram entre si pelo controle de várias áreas na Somália central durante 2008 e 2009. A ASWJ está lutando para impedir que a sharia e o wahabismo rigorosos sejam impostos, ao mesmo tempo em que protege as tradições sunitas-sufis locais e as visões religiosas geralmente moderadas.